# OpenCimetière
OpenCimetière est un logiciel libre de gestion des cimetières et des concessions funéraires destiné aux collectivités territoriales.

## Historique
En 2003, à la suite d'intempéries qui ont endommagé 2/3 des tombes des cimetières de la ville, la mairie d'Arles se rend compte que ses archives papier ne lui permettent pas d'identifier toutes les tombes. Initié par la mairie,, sa première mise en service a lieu en 2006.

## Fonctionnalités
Les principales fonctionnalités d'openCimetière sont la gestion : 
- de la place (défunt) dans les concessions
- des autorisations : concessionnaire et ayant droit
- du terme de la concession : transfert de défunt, transfert à l'ossuaire
- de l'entretien de la concession
- du terme de la concession
- des concessions libres

L'ensemble des données est systématiquement archivée pour constituer une mémoire commune.